# Marco Pedone Vergiliano
Marco Pedone Vergiliano (... – Antiochia di Siria, 13 dicembre 115) è stato un senatore romano.
Fu console nell'anno 115 con Lucio Vipstano Messalla come collega. In quell'anno Vergiliano fu ucciso prematuramente nella sua tenuta da un terremoto in Antiochia. L'imperatore Traiano, anch'egli in città per preparare le campagne contro i Parti, sopravvisse a malapena. Vergiliano fu sostituito dal console suffetto Tito Statilio Massimo Severo Adriano.